# Rose Cheruiyot
Rose Jelagat Cheruiyot (Keiyo, 21 juli 1976) is een Keniaanse atlete, die gespecialiseerd is in de lange afstand. Zij was gedurende een viertal jaren Keniaans recordhoudster op de 5000 m.

## Loopbaan
Cheruiyot won in 2006 de marathon van Amsterdam in een tijd van 2:28.26. In 2006 werd ze tweede op de marathon van Hamburg in een persoonlijk record van 2:27.09 en in 2007 werd ze eveneens tweede in de marathon van Seoel.
Op de Olympische Spelen van Atlanta werd ze achtste op de 5000 m in 15:17.33. Cheruiyot won de 5 km van Carlsbad (1995), de Zevenheuvelenloop (2001) en de 25 km van Berlijn (2005).
Ze is getrouwd met Ismael Kirui de wereldkampioen 5000 m van 1993 en 1995 en heeft drie kinderen.

## Titels
- Afrikaanse Spelen kampioene 5000 m - 1995
- Keniaans kampioene 10.000 m - 2005
- Keniaans kampioene veldlopen (lange afstand) - 1995
- Keniaans kampioene veldlopen (korte afstand) - 2001

## Persoonlijke records
Baan
| Onderdeel | Prestatie        | Datum            | Plaats   |
| --------- | ---------------- | ---------------- | -------- |
| 1500 m    | 4.13,05          | 23 mei 2000      | Nijmegen |
| 3000 m    | 8.39,88          | 18 augustus 2000 | Monaco   |
| 5000 m    | 14.46,41 (ex-NR) | 16 augustus 1996 | Keulen   |

Weg
| Onderdeel      | Prestatie | Datum             | Plaats       |
| -------------- | --------- | ----------------- | ------------ |
| 10 km          | 31.43     | 31 maart 2002     | La Courneuve |
| 15 km          | 48.00     | 20 november 2005  | Nijmegen     |
| 20 km          | 1:06.28   | 28 september 2008 | Berlijn      |
| halve marathon | 1:09.32   | 7 april 2002      | Berlijn      |
| 25 km          | 1:23.56   | 28 september 2008 | Berlijn      |
| 30 km          | 1:41.56   | 28 september 2008 | Berlijn      |
| marathon       | 2:25.48   | 18 januari 2008   | Dubai        |

## Palmares

### 1500 m
- 1994:  Afrikaanse jeugdkamp. - 4.22,38

### 3000 m
- 1994:  Afrikaanse jeugdkamp. - 9.04,80
- 1995: 5e Athletissima - 8.50,85
- 1995:  IAAF McDonald's Meeting in Londen - 8.47,35
- 1996: 5e Nikaia-Mobil Meeting in Nice - 8.51,53
- 1996: 5e Herculis Vittel in Monte Carlo - 8.39,34
- 1996:  McDonald's Games in Sheffield - 9.02,68
- 2000: 4e Kerkrade Meeting - 8.55,23
- 2000: 5e Herculis Zepter in Monte Carlo - 8.39,88
- 2001:  Athletissima - 8.44,05
- 2002: 5e BALT 2002 in Gdansk - 9.12,28

### 5000 m
- 1995:  Keniaanse kamp. in Nairobi - 15.43,6
- 1995: 4e Nacht van de Atletiek - 15.13,13
- 1995: 7e WK - 15.02,45
- 1995:  Weltklasse in Köln - 14.57,79
- 1995:  Afrikaanse Spelen in Harare - 15.37,9
- 1996:  Japan Grand Prix in Osaka - 15.10,06
- 1996:  Keniaanse olympische Trials in Nairobi - 15.46,15
- 1996: 5e DN Galan - 15.00,63
- 1996: 8e OS - 15.17,33
- 1996:  Weltklasse in Koln - 14.46,41
- 1996:  ISTAF in Berlijn - 15.05,41
- 2000: 5e Meeting Atletismo Sevilla - 15.16,33
- 2000:  Keniaanse olympische Trials in Nairobi - 15.50,0
- 2000: 11e OS - 14.58,07
- 2001:  Keniaanse kamp. - 15.32,0
- 2001:  Bislett Games - 14.48,97
- 2001:  DN Galan - 14.58,72
- 2001: 9e WK - 15.23,18
- 2004:  Keniaanse kamp. - 15.47,2

### 10.000 m
- 1995:  Keniaanse kamp. in Nairobi - 32.48

### 5 km
- 1996:  ESB Classic in Dublin - 15.12
- 1996: 5e Boclassic International Silvesterlauf in Bolzano - 16.31,2
- 1999: 4e Bit-Silvesterlauf in Trier - 16.06
- 2000:  Giro Media Blenio in Dongio - 15.55,5
- 2001: 4e Trofeo Ricci in Porto Santelpidio - 17.11
- 2006:  Jingle Bell Run in Raton - 16.49
- 2007:  Seagate Elite in San Jose - 15.53
- 2008:  Carlsbad - 15.21
- 2008:  Synaptics Elite in San Jose - 16.00
- 2009:  Freihofer's Run for Women in Albany - 15.38,4

### 10 km
- 1995:  Dr Scholl's in Toronto - 31.43
- 1995: 4e Bolder Boulder - 33.55
- 2001:  Conseil General in La Courneuve - 31.44
- 2001:  Nightrun Speedpass in Parma - 34.53
- 2002: 4e Internationaux de la Seine St Denis in La Courneuve - 31.43
- 2005:  Counseil General in Marseille - 32.25
- 2005: 4e Tilburg Ten Miles - 32.49,8
- 2007: 5e Azalea Trail Run in Mobile - 33.06
- 2007: 5e Cooper River Bridge Run in Charleston - 33.43
- 2007:  Great Women's Run in Sunderland - 33.14
- 2007:  Deseret Morning News in Salt Lake City - 32.38
- 2007:  Cypress - 34.07
- 2007:  Boston Scientific Heart of Summer in Minneapolis - 32.46
- 2008:  Great Edinburgh Run - 32.22
- 2008:  Great Manchester Run - 32.08
- 2008:  Carrera Internacional de la Amistad in Juarez - 32.23
- 2009:  New York Mini - 32.43
- 2009:  Sao Silvestre de Luanda - 33.19

### 12 km
- 1995:  Bay to Breakers - 39.28

### 15 km
- 1995:  Corrida Internacional de Sao Silvestre - 51.33
- 2001:  Zevenheuvelenloop - 48.40
- 2004: 5e Gran Fondo Siete Aguas - 56.23
- 2005:  Zevenheuvelenloop - 48.00
- 2005:  São Silvestre Road Race - 51.47
- 2007:  Zevenheuvelenloop - 48.49
- 2008:  Tulsa Run - 51.24

### 10 Eng. mijl
- 1995:  Northern Telecom Cherry Blossom - 51.40
- 2005: 4e Dam tot Damloop - 51.33
- 2006: 4e Dam tot Damloop - 53.26,0
- 2007: 5e Crim - 57.40
- 2007:  Great South Run - 53.44

### halve marathon
- 2002:  halve marathon van Berlijn - 1:09.32
- 2005:  halve marathon van Portugal - 1:12.49
- 2006:  halve marathon van Lissabon - 1:09.34
- 2006:  halve marathon van Dallas - 1:14.19
- 2007:  halve marathon van Newport Beach - 1:17.49
- 2007: 4e halve marathon van San Jose - 1:12.42
- 2007:  halve marathon van Dallas - 1:15.52
- 2007:  halve marathon van Dallas - 1:13.22
- 2008:  halve marathon van Chihuahua - 1:12.14
- 2008:  halve marathon van Dallas - 1:16.04
- 2008:  halve marathon van Dallas - 1:11.43
- 2009:  halve marathon van Chennai -

### 25 km
- 2005:  25 km van Berlijn - 1:24.46

### marathon
- 2006:  marathon van Hamburg - 2:27.09
- 2006:  marathon van Amsterdam - 2:28.26,0
- 2007:  marathon van Seoel - 2:27.35
- 2007: 24e WK in Osaka - 2:38.56
- 2008: 4e marathon van Dubai - 2:25.48
- 2008: 4e marathon van Berlijn - 2:26.25
- 2009: 8e marathon van Frankfurt - 2:32.05
- 2010: 8e Toronto Waterfront Marathon - 2:30.51,3

### veldlopen
- 1994:  WK junioren - 14.05
- 1996:  Keniaanse kamp. in Nairobi - 20.42
- 1996:  WK in Stellenbosch - 20.18
- 1997:  WK junioren in Torinto - 14.58
- 1998:  Keniaanse kamp. in Nairobi - 14.42
- 1998: 56e WK in Marrakech - 13.45
- 2000:  Warandeloop in Tilburg - 19.36
- 2000: 12e WK korte afstand in Vilamoura - 13.22
- 2001:  Keniaanse kamp. in Nairobi - 13.42
- 2001: 8e WK korte afstand in Oostende - 15.07
- 2002: 4e Keniaanse kamp. in Nairobi - 13.14
- 2002: 8e WK lange afstand in Dublin - 27.28
- 2006: 5e Keniaanse kamp. in Nairobi - 11.03,2